# Toshikazu Irie
Toshikazu Irie (入江 利和 Irie Toshikazu?, nacido el 11 de noviembre de 1984 en Tochigi) es un exfutbolista japonés. Jugaba de defensa y su último club fue el Górnik Łęczna.

## Trayectoria

### Clubes
| Club          | País    | Año         |
| ------------- | ------- | ----------- |
| Tochigi SC    | Japón   | 2008 - 2011 |
| FB Gulbene    | Letonia | 2012        |
| Górnik Łęczna | Polonia | 2012 - 2013 |

## Estadística de carrera

### J. League
| Club       | Año   | Liga  | Liga  | Copa J. League | Copa J. League | Total | Total |
| Club       | Año   | Part. | Goles | Part.          | Goles          | Part. | Goles |
| ---------- | ----- | ----- | ----- | -------------- | -------------- | ----- | ----- |
| Tochigi SC | 2009  | 44    | 1     | -              | -              | 44    | 1     |
| Tochigi SC | 2010  | 21    | 0     | -              | -              | 21    | 0     |
| Tochigi SC | 2011  | 18    | 0     | -              | -              | 18    | 0     |
| Total      | Total | 83    | 1     | 0              | 0              | 83    | 1     |